# Monte Yuzuruha
El monte Yuzuruha (諭鶴羽山 Yuzuruha-san?) es, con 608 m de altura, el pico más alto de la isla Awaji. Se ubica en el municipio de Minamiawaji, parte de la prefectura de Hyōgo, Japón.

## Características

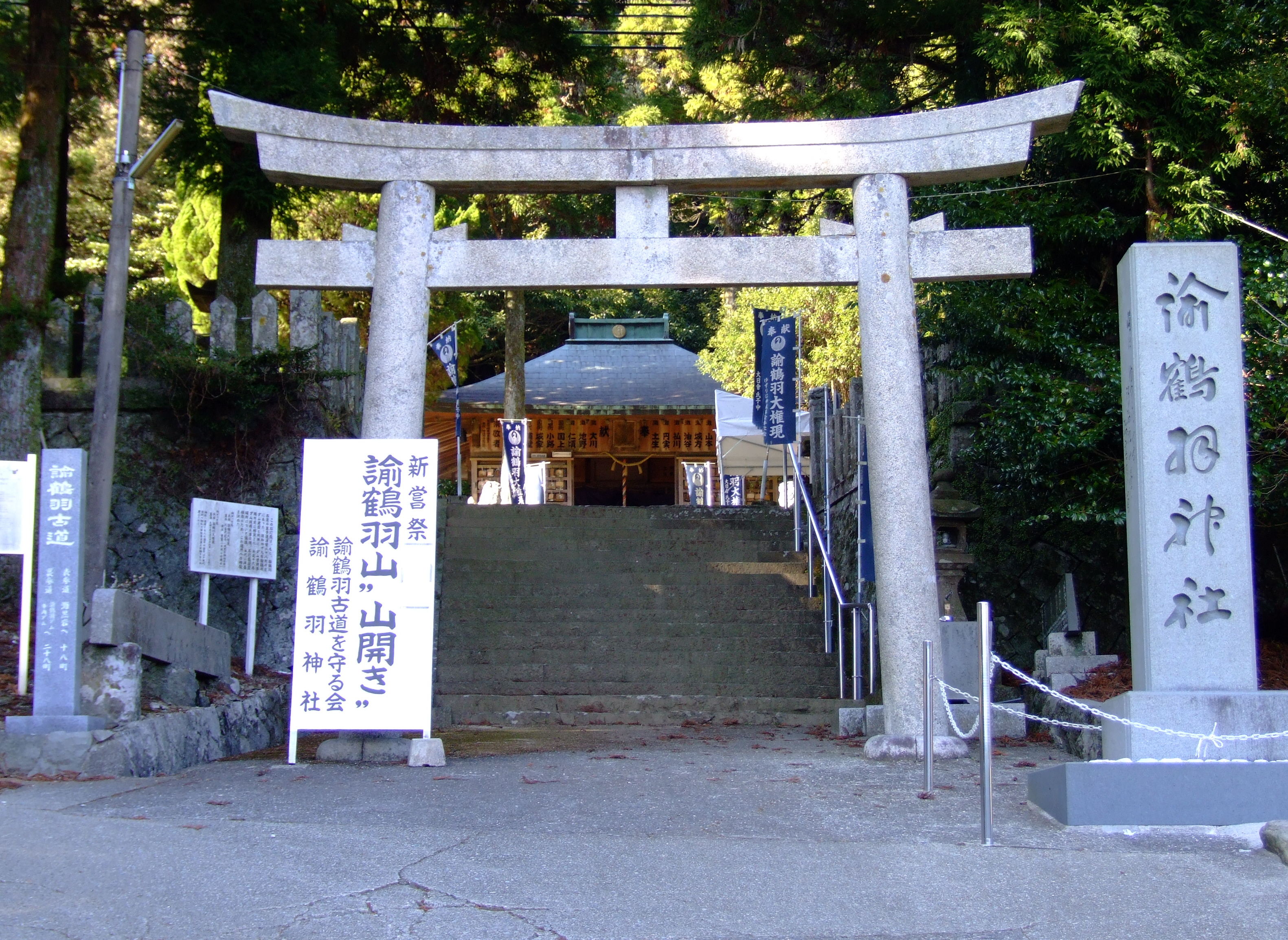
Puerta torii que marca la entrada al santuario Yuzuruha.

El monte Yuzuruha está a 607,9 m sobre el nivel del mar y es el punto más alto de la isla Awaji. Desde la cima se puede observar la propia isla Awaji, la prefectura de Tokushima, la prefectura de Wakayama y el Océano Pacífico. El área alrededor de la montaña forma parte del parque nacional del Mar Interior de Seto y alberga una flora y fauna diversa debido a su clima templado y su terreno variado. El área del recinto del santuario Yuzuruha es un área especial del parque nacional, y el bosque del templo ha sido seleccionado como monumento natural designado por la prefectura de Hyōgo.
Debido a su baja altura, se trata de una montaña con varias rutas de senderismo. El sendero más popular comienza en la presa Yuzuruha, en las colinas al sur de Minamiawaji. También se puede acceder a la montaña desde la carretera costera hacia el sur.